# Junior (Fahrzeug)
Junior ist ein autonom fahrender Pkw des Stanford Racing Teams der Stanford University, der 2007 als erstes Auto die DARPA Urban Challenge 2007 beendete und Zweiter in der Gesamtwertung wurde. Junior trat damit innerhalb des Stanford Racing Teams die Nachfolge des Pkw Stanley an, der im Jahr 2005 die DARPA Grand Challenge gewann. Junior wurde unter Leitung des Informatikprofessors Sebastian Thrun eigens für den Wettbewerb entwickelt.
Junior ist ein modifizierter Volkswagen Passat, Baujahr 2006. Für die Umfeldwahrnehmung wurde das Fahrzeug mit GPS-Sensorik, Odometern, Inertialsensoren sowie mehreren LIDAR-Sensoren der Sick AG und RADAR von Bosch ausgerüstet.
Die KI-Software von Junior ist eine eigene Entwicklung des Stanford Racing Teams und lief auf einem Achtkernserver.
Von diesem Typ sind sieben Stück über ein Jahr durch Kalifornien gefahren. In dieser Zeit haben sie über 1000 Meilen (ca. 1600 km) ganz ohne menschliche Eingriffe und 140.000 Meilen (225.000 km) mit leichten Eingriffen und unfallfrei zurückgelegt. Es ist selbst durch die Lombard Street gefahren, ohne einen Unfall zu verursachen.